# Argentina en la Copa Mundial de Rugby
La Selección Argentina de Rugby participó en todas las ediciones de la Copa del Mundo de Rugby. Siendo invitada a la primera edición (como todos los participantes) y clasificando primera en las eliminatorias regionales para 1991, 1995, 1999 y 2007. Se clasificó automáticamente a los torneos de 2003, 2011, 2015 y 2019 al alcanzar los cuartos de final en la anterior copa mundial.
Los Pumas consiguieron su mejor resultado al obtener el tercer puesto en Francia 2007. El equipo, además obtuvo el cuarto puesto en Inglaterra 2015 y alcanzó los cuartos de final en Gales 1999 y Nueva Zelanda 2011.

## Nueva Zelanda 1987

### Plantel
Entrenador: Héctor Silva
Forwards
| - Jorge Allen - Eliseo Branca - Sergio Carossio | - Diego Cash - Julio Clement - Roberto Cobelo | - Serafín Dengra - Gustavo Milano - Luis Molina - Fernando Morel | - José Mostany - Alejandro Schiavio - Hugo Torres - Gabriel Travaglini |

Backs
| - Guillermo Angaut - Marcelo Campo - Diego Cuesta Silva | - Marcelo Faggi - Fabio Gómez - Juan Lanza - Pedro Lanza | - Rafael Madero - Julián Manuele - Hugo Porta | - Sebastián Salvat - Fabián Turnes - Martín Yangüela |

### Participación

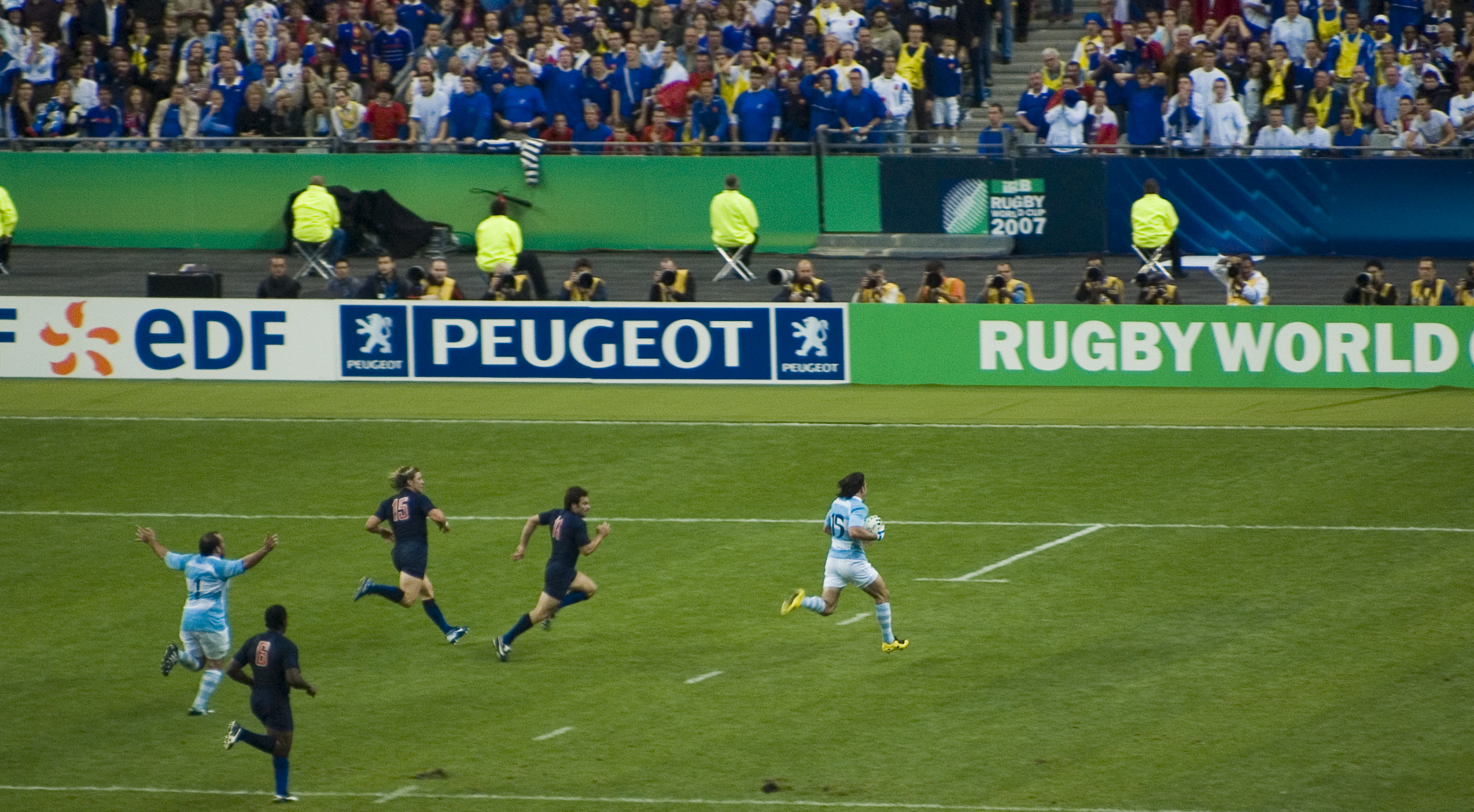
Ignacio Corleto marca el try de la victoria contra Francia en el partido inaugural.

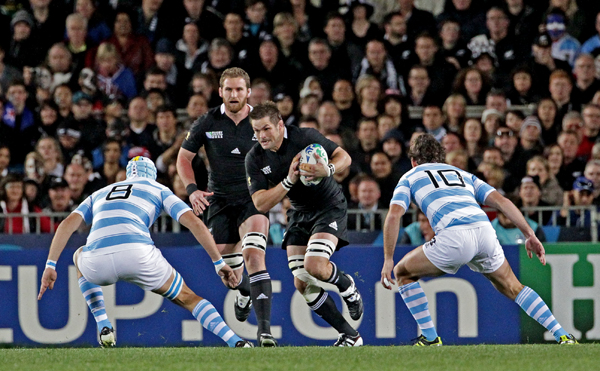
Richie McCaw encara en los cuartos de final.

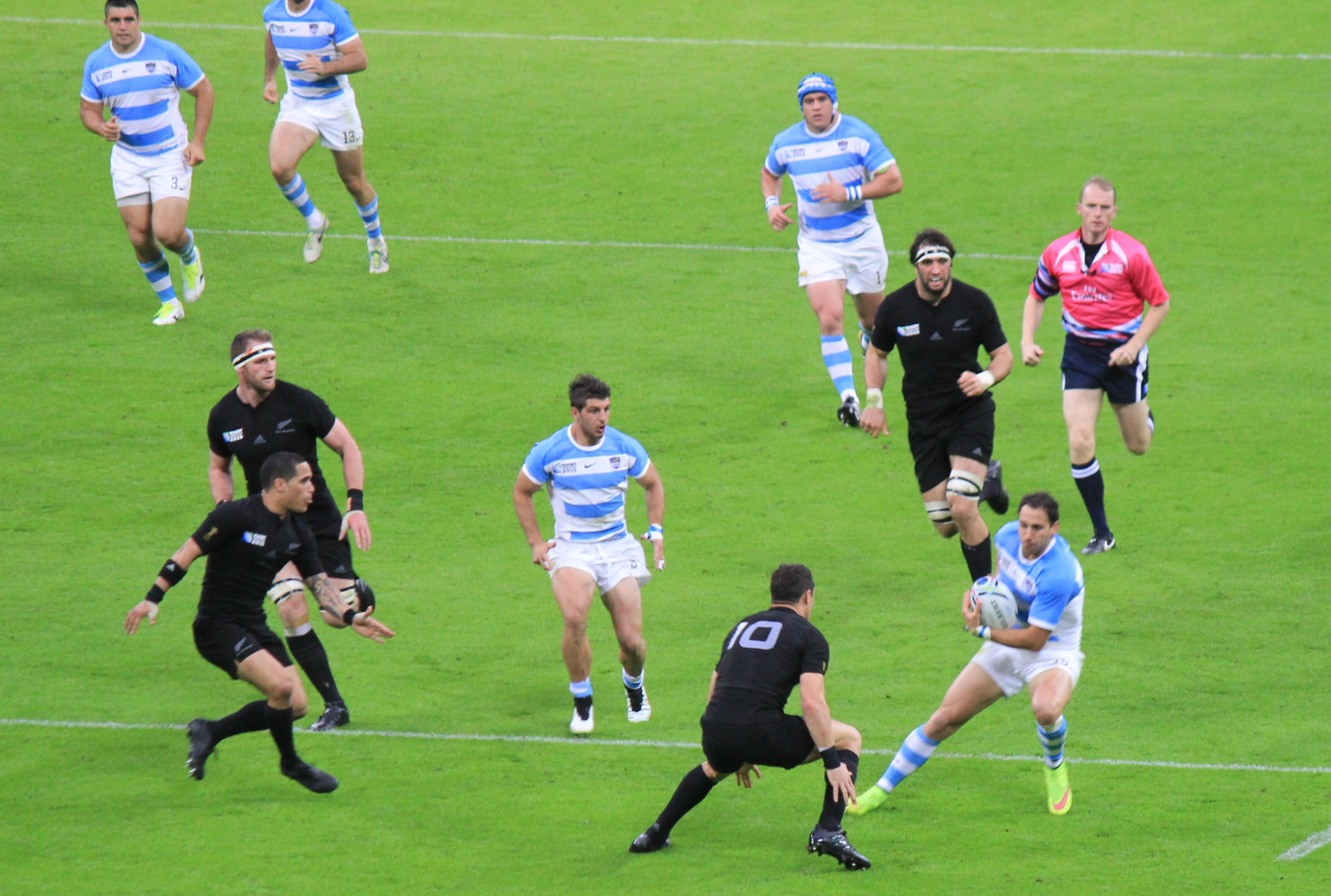
Dan Carter marca a Joaquín Tuculet.

Grupo C
| Equipo        | Jug. | Gan. | Emp. | Perd. | A favor | En contra | Puntos |
| ------------- | ---- | ---- | ---- | ----- | ------- | --------- | ------ |
| Nueva Zelanda | 3    | 3    | 0    | 0     | 190     | 34        | 6      |
| Fiyi          | 3    | 1    | 0    | 2     | 56      | 101       | 2      |
| Argentina     | 3    | 1    | 0    | 2     | 49      | 90        | 2      |
| Italia        | 3    | 1    | 0    | 2     | 40      | 110       | 2      |

## Inglaterra 1991

### Plantel
Entrenador: Luis Gradín
Forwards
| - Manuel Aguirre - Mariano Bosch - Pablo Buabse | - Mario Carreras - Diego Cash - Pablo Garretón - Francisco Irarrázaval | - Ricardo Le Fort - Germán Llanes - Mariano Lombardi - Federico Méndez | - Luis Molina - José Santamarina - Pedro Sporleder - Agustín Zanoni |

Backs
| - Matías Allen - Guillermo Angaut | - Lisandro Arbizu - Gonzalo Camardón - Diego Cuesta Silva | - Guillermo del Castillo - Hernán García Simón - Gustavo Jorge | - Eduardo Laborde - Santiago Mesón - Martín Terán |

### Participación
Grupo C
| Equipo    | Gan. | Emp. | Per. | A favor | En contra | Puntos |
| --------- | ---- | ---- | ---- | ------- | --------- | ------ |
| Australia | 3    | 0    | 0    | 79      | 25        | 9      |
| Samoa     | 2    | 0    | 1    | 54      | 34        | 7      |
| Gales     | 1    | 0    | 2    | 32      | 61        | 5      |
| Argentina | 0    | 0    | 3    | 38      | 83        | 3      |

## Sudáfrica 1995

### Plantel
Entrenador: Alejandro Petra
Forwards
| - Nicolás Bossicovich - Pablo Buabse - Matías Corral - Roberto Grau | - Sebastián Irazoqui - Ricardo Le Fort - Germán Llanes - Agustín Macome | - Rolando Martin - Federico Méndez - Patricio Noriega - José Santamarina | - Pedro Sporleder - Martín Sugasti - Marcelo Urbano - Cristián Viel |

Backs
| - Diego Albanese - Lisandro Arbizu - Gonzalo Camardón | - José Cilley - Rodrigo Crexell - Diego Cuesta Silva | - Fernando del Castillo - Guillermo del Castillo - Francisco García - Ezequiel Jurado | - Santiago Mesón - Agustín Pichot - Sebastián Salvat - Martín Terán |

### Participación
Grupo B
| Equipo     | Gan. | Emp. | Perd. | A favor | En contra | Puntos |
| ---------- | ---- | ---- | ----- | ------- | --------- | ------ |
| Inglaterra | 3    | 0    | 0     | 95      | 60        | 9      |
| Samoa      | 2    | 0    | 1     | 96      | 88        | 7      |
| Italia     | 1    | 0    | 2     | 69      | 94        | 5      |
| Argentina  | 0    | 0    | 3     | 69      | 87        | 3      |

## Gales 1999

### Plantel
Entrenador:  Alex Wyllie
Forwards
| - Alejandro Allub - Agustín Canalda - Fernando Díaz Alberdi | - Carlos Fernández Lobbe - Roberto Grau - Omar Hasan | - Mario Ledesma - Gonzalo Longo - Rolando Martin | - Lucas Ostiglia - Raúl Pérez - Santiago Phelan - Mauricio Reggiardo | - Miguel Ruiz - Martín Scelzo - Pedro Sporleder |

Backs
| - Diego Albanese - Lisandro Arbizu - Octavio Bartolucci | - Gonzalo Camardón - José Cilley - Felipe Contepomi - Manuel Contepomi | - Ignacio Corleto - Juan Fernández Miranda - Nicolás Fernández Miranda | - José Orengo - Agustín Pichot - Gonzalo Quesada - Eduardo Simone |

### Participación
Grupo D
| Equipo    | Gan. | Emp. | Per. | A favor | En contra | Puntos |
| --------- | ---- | ---- | ---- | ------- | --------- | ------ |
| Gales     | 2    | 0    | 1    | 118     | 71        | 4      |
| Samoa     | 2    | 0    | 1    | 97      | 72        | 4      |
| Argentina | 2    | 0    | 1    | 83      | 51        | 4      |
| Japón     | 0    | 0    | 3    | 36      | 140       | 0      |

#### Eliminatorias
| 20 de octubre de 1999 | Argentina                                           | 28 – 24 | Irlanda                              | Estadio Bollaert-Delelis, Lens,                              |                                                              |
|                       | Try Albanese Conversión Quesada Penales Quesada (7) | Reporte | Penales (7) Humphreys Drop Humphreys | Asistencia: 41.320 espectadores Árbitro(s): Stuart Dickinson | Asistencia: 41.320 espectadores Árbitro(s): Stuart Dickinson |

#### Cuartos de final
| 24 de octubre de 1999 | Francia                                                                                  | 47 – 26 | Argentina                                                                     | Lansdowne Road, Dublín,                                 |                                                         |
|                       | Tries Garbajosa , Bernat-Salles , Ntamack Conversiones Lamaison (5) Penales Lamaison (4) | Reporte | Tries Pichot Arbizu Conversiones Quesada (2) Penales (3) Quesada F. Contepomi | Asistencia: 40.000 espectadores Árbitro(s): Derek Bevan | Asistencia: 40.000 espectadores Árbitro(s): Derek Bevan |

## Australia 2003

### Plantel[1]
Entrenador: Marcelo Loffreda
Forwards
| - Patricio Albacete - Rimas Álvarez - Pablo Bouza - Martín Durand | - Carlos Fernández Lobbe - Roberto Grau - Omar Hasan - Mario Ledesma | - Gonzalo Longo - Rolando Martin - Federico Méndez - Lucas Ostiglia | - Santiago Phelan - Mauricio Reggiardo - Rodrigo Roncero - Martín Scelzo - Pedro Sporleder |

Backs
| - Diego Albanese - Felipe Contepomi - Manuel Contepomi | - Ignacio Corleto - Juan Fernández Miranda - Nicolás Fernández Miranda | - Martín Gaitán - Juan Martín Hernández - José Núñez Piossek - José Orengo | - Agustín Pichot - Gonzalo Quesada - Hernán Senillosa |

### Participación
Grupo A
| Equipo    | Gan | Emp | Per | A favor | En contra | Extra | Puntos |
| --------- | --- | --- | --- | ------- | --------- | ----- | ------ |
| Australia | 4   | 0   | 0   | 273     | 32        | 2     | 18     |
| Irlanda   | 3   | 0   | 1   | 141     | 56        | 3     | 15     |
| Argentina | 2   | 0   | 2   | 140     | 57        | 3     | 11     |
| Rumania   | 1   | 0   | 3   | 65      | 192       | 1     | 5      |
| Namibia   | 0   | 0   | 4   | 28      | 310       | 0     | 0      |

## Francia 2007

### Plantel
Entrenador: Marcelo Loffreda
Forwards
| - Patricio Albacete - Rimas Álvarez - Marcos Ayerza - Martín Durand | - Carlos Fernández Lobbe - Juan Fernández Lobbe - Santiago González Bonorino - Eusebio Guiñazú | - Omar Hasan - Mario Ledesma - Juan Leguizamón - Gonzalo Longo - Esteban Lozada | - Lucas Ostiglia - Rodrigo Roncero - Martín Scelzo - Martín Schusterman - Alberto Vernet Basualdo |

Backs
| - Horacio Agulla - Federico Aramburú - Lucas Borges | - Felipe Contepomi - Manuel Contepomi - Ignacio Corleto | - Nicolás Fernández Miranda - Juan Martín Hernández - Agustín Pichot | - Hernán Senillosa - Federico Serra Mirás - Gonzalo Tiesi - Federico Todeschini |

### Participación
Grupo D
| Posición | Equipo        | Partidos | Partidos | Partidos | Partidos | Tantos  | Tantos    | Tantos     | Puntos bonus | Puntos |
| Posición | Equipo        | J        | G        | E        | P        | a favor | en contra | diferencia | Puntos bonus | Puntos |
| -------- | ------------- | -------- | -------- | -------- | -------- | ------- | --------- | ---------- | ------------ | ------ |
| 1        | Argentina     | 4        | 4        | 0        | 0        | 143     | 33        | +110       | 2            | 18     |
| 2        | Francia       | 4        | 3        | 0        | 1        | 188     | 37        | +151       | 3            | 15     |
| 3        | rugby Irlanda | 4        | 2        | 0        | 2        | 64      | 82        | -18        | 1            | 9      |
| 4        | Georgia       | 4        | 1        | 0        | 3        | 50      | 111       | -61        | 1            | 5      |
| 5        | Namibia       | 4        | 0        | 0        | 4        | 30      | 212       | -182       | 0            | 0      |

#### Cuartos de final
| 7 de octubre de 2007 | Argentina                                                                                   | 19 – 13 | Escocia                                                            | Stade de France, Saint-Denis,                                    |                                                                  |
|                      | Try Longo 33' Conversión F. Contepomi Penales F. Contepomi 23', 29', 43' Drop Hernández 54' | Reporte | Try 63' Cusiter Conversión Paterson Penales 16' Parks 38' Paterson | Asistencia: 79.963 espectadores Árbitro(s): Joël Jutge (Francia) | Asistencia: 79.963 espectadores Árbitro(s): Joël Jutge (Francia) |

#### Semifinales
| 14 de octubre de 2007, 21:00 | Sudáfrica                                                                                                  | 37 – 13 | Argentina                                                                  | Estadio de Francia, Saint-Denis,                                        |                                                                         |
|                              | Tries Du Preez 6' Habana 31', 76' Rossouw 39' Conversiones Montgomery (4) Penales Montgomery 16', 70', 74' | Reporte | Try 45' M. Contepomi Conversión F. Contepomi Penales 14', 28' F. Contepomi | Asistencia: 77.055 espectadores Árbitro(s): Steve Walsh (Nueva Zelanda) | Asistencia: 77.055 espectadores Árbitro(s): Steve Walsh (Nueva Zelanda) |

#### Tercer y cuarto puesto
| 20 de octubre de 2007, 22:30 | Francia                                                     | 10 – 34 | Argentina                                                                                                 | Parc des Princes, París,                                                |                                                                         |
|                              | Try Poitrenaud 69' Conversión Beauxis Penales Élissalde 18' | Reporte | Tries 28', 77' F. Contepomi 32' Aramburú 65' Corleto Conversiones (3) F. Contepomi Penal 21' F. Contepomi | Asistencia: 45.958 espectadores Árbitro(s): Paul Honiss (Nueva Zelanda) | Asistencia: 45.958 espectadores Árbitro(s): Paul Honiss (Nueva Zelanda) |

## Nueva Zelanda 2011

### Plantel
Entrenador: Santiago Phelan
Forwards
| - Patricio Albacete - Marcos Ayerza - Maximiliano Bustos - Alejandro Campos - Manuel Carizza | - Agustín Creevy - Julio Farías Cabello - Juan Fernández Lobbe - Genaro Fessia | - Juan Figallo - Mariano Galarza - Álvaro Galindo - Mario Ledesma | - Juan Manuel Leguizamón - Rodrigo Roncero - Martín Scelzo - Leonardo Senatore - Tomás Vallejos |

Backs
| - Horacio Agulla - Marcelo Bosch - Gonzalo Camacho | - Felipe Contepomi - Santiago Fernández - Lucas González Amorosino | - Agustín Gosio - Juan Imhoff - Alfredo Lalanne - Martín Rodríguez Gurruchaga | - Nicolás Sánchez - Gonzalo Tiesi - Nicolás Vergallo |

### Participación
Grupo B
| Posición | Selección  | Partidos | Partidos | Partidos | Partidos | Tries a favor | Tantos  | Tantos    | Tantos | Puntos extra | Puntos |
| Posición | Selección  | Jug      | Gan      | Emp      | Per      | Tries a favor | A favor | En contra | Dif    | Puntos extra | Puntos |
| -------- | ---------- | -------- | -------- | -------- | -------- | ------------- | ------- | --------- | ------ | ------------ | ------ |
| 1        | Inglaterra | 4        | 4        | 0        | 0        | 18            | 137     | 34        | +103   | 2            | 18     |
| 2        | Argentina  | 4        | 3        | 0        | 1        | 10            | 90      | 40        | +50    | 2            | 14     |
| 3        | Escocia    | 4        | 2        | 0        | 2        | 4             | 73      | 59        | +14    | 3            | 11     |
| 4        | Georgia    | 4        | 1        | 0        | 3        | 3             | 48      | 90        | −42    | 0            | 4      |
| 5        | Rumania    | 4        | 0        | 0        | 4        | 3             | 44      | 169       | −125   | 0            | 0      |

#### Cuartos de final
| 9 de octubre de 2011 | Nueva Zelanda                                                                                  | 33 – 10 | Argentina                                                       | Eden Park, Auckland,                                            |                                                                 |
|                      | Tries Read 69' Thorn 79' Conversión Cruden Penales Weepu (7) 13', 26', 36', 40', 50', 59', 73' |         | Tries 32' Farías Cabello Conversión Contepomi Penales 46' Bosch | Asistencia: 57.192 espectadores Árbitro(s): Nigel Owens (Gales) | Asistencia: 57.192 espectadores Árbitro(s): Nigel Owens (Gales) |

## Inglaterra 2015

### Plantel
Entrenador: Daniel Hourcade
Forwards
| - Matías Alemanno - Marcos Ayerza - Agustín Creevy - Juan Fernández Lobbe | - Juan Figallo - Mariano Galarza - Santiago García Botta - Ramiro Herrera - Facundo Isa | - Tomás Lavanini - Juan Leguizamón - Pablo Matera - Julián Montoya - Lucas Noguera Paz | - Juan Orlandi - Javier Ortega Desio - Guido Petti Pagadizábal - Leonardo Senatore - Nahuel Tetaz Chaparro |

Backs
| - Horacio Agulla - Marcelo Bosch - Santiago Cordero | - Tomás Cubelli - Jerónimo de la Fuente - Lucas González Amorosino - Santiago González Iglesias | - Juan Hernández - Juan Imhoff - Martín Landajo - Matías Moroni | - Nicolás Sánchez - Juan Socino - Joaquín Tuculet |

### Participación
Grupo C
| Posición | Selección     | Partidos | Partidos | Partidos | Partidos | Tries a favor | Tantos  | Tantos    | Tantos | Puntos extra | Puntos |
| Posición | Selección     | Jug      | Gan      | Emp      | Per      | Tries a favor | a favor | en contra | Dif    | Puntos extra | Puntos |
| -------- | ------------- | -------- | -------- | -------- | -------- | ------------- | ------- | --------- | ------ | ------------ | ------ |
| 1        | Nueva Zelanda | 4        | 4        | 0        | 0        | 25            | 174     | 49        | 125    | 3            | 19     |
| 2        | Argentina     | 4        | 3        | 0        | 1        | 22            | 179     | 70        | 109    | 3            | 15     |
| 3        | Georgia       | 4        | 2        | 0        | 2        | 5             | 53      | 123       | -70    | 0            | 8      |
| 4        | Tonga         | 4        | 1        | 0        | 3        | 8             | 70      | 130       | -60    | 2            | 6      |
| 5        | Namibia       | 4        | 0        | 0        | 4        | 8             | 70      | 174       | -104   | 1            | 1      |

#### Cuartos de final
| 18 de octubre de 2015 | Irlanda                                                                      | 20 – 43 | Argentina | Millennium Stadium, Cardiff,                                        |                                                                     |
|                       | Tries Fitzgerald 26' Murphy 44' Conversiones Madigan (2) Penales Madigan (2) |         | Tries 3' Moroni 10', 73' Imhoff 69' Tuculet Conversiones (4) Sánchez Penales 13', 22', 51', 64', 77' (5) Sánchez | Asistencia: 72.316 espectadores Árbitro(s): Jérôme Garcès (Francia) | Asistencia: 72.316 espectadores Árbitro(s): Jérôme Garcès (Francia) |

#### Semifinales
| 25 de octubre de 2015 | Argentina                                  | 15 – 29 | Australia                                                                           | Estadio de Twickenham, Twickenham,                                    |                                                                       |
|                       | Penales Sánchez (5) 7', 24', 36', 45', 55' |         | Tries 2' Simmons 10', 32', 72' Ashley-Cooper Conversiones (3) Foley Penal 48' Foley | Asistencia: 80.025 espectadores Árbitro(s): Wayne Barnes (Inglaterra) | Asistencia: 80.025 espectadores Árbitro(s): Wayne Barnes (Inglaterra) |

#### Tercer puesto
| 30 de octubre | Sudáfrica                                                                                | 24 – 13 | Argentina                                                             | Estadio Olímpico de Londres,                                     |                                                                  |
|               | Tries 6' Pietersen 43' Etzebeth Conversión 7' Pollard Penales 14', 33', 40', 48' Pollard |         | Try 80' Orlandi Conversión Sánchez Penal 52' Sánchez Drop 42' Sánchez | Asistencia: 55.925 espectadores Árbitro(s): John Lacey (Irlanda) | Asistencia: 55.925 espectadores Árbitro(s): John Lacey (Irlanda) |

## Japón 2019

### Participación
Grupo C
| Posición | Selección      | Partidos | Partidos | Partidos  | Partidos | Tries a favor | Tantos  | Tantos    | Tantos     | Puntos extra | Puntos |
| Posición | Selección      | jugados  | ganados  | empatados | perdidos | Tries a favor | a favor | en contra | diferencia | Puntos extra | Puntos |
| -------- | -------------- | -------- | -------- | --------- | -------- | ------------- | ------- | --------- | ---------- | ------------ | ------ |
| 1        | Inglaterra     | 4        | 3        | 1         | 0        | 0             | 0       | 0         | 0          | 0            | 18     |
| 2        | Francia        | 4        | 3        | 1         | 0        | 0             | 0       | 0         | 0          | 0            | 15     |
| 3        | Argentina      | 4        | 2        | 0         | 2        | 0             | 0       | 0         | 0          | 0            | 11     |
| 4        | Estados Unidos | 4        | 0        | 0         | 4        | 0             | 0       | 0         | 0          | 0            | 6      |
| 5        | Tonga          | 4        | 1        | 0         | 3        | 0             | 0       | 0         | 0          | 0            | 0      |